# Ботник
Ботник — русская трёхместная лодка-однодерёвка с одинаковой формой носа и кормы, применявшаяся для рыболовства. Происхождение названия связывают со славянским словом «ботать» — загонять рыбу в сети.
Обычно корпус такой лодки выдалбливался целиком из осинового или дубового ствола; его длина составляла 4 — 5,3 метра, ширина 0,3 — 0,5 метра, высота борта около 0,5 метра, а грузоподъёмность до полутонны. В настоящее время ботником называют любую лодку примитивной конструкции.
Такой тип лодок был распространён на Руси с незапамятных времён. Иногда две такие лодки соединялись поперечинами; получившееся плавсредство носило название корытни. Гребец на таком импровизированном судне мог использовать шест или гребок стоя ногами в обеих лодках.